# Podgórze (województwo lubuskie)
Podgórze – kolonia w Polsce, położona w województwie lubuskim, w powiecie sulęcińskim, w gminie Słońsk.
W latach 1975–1998 miejscowość należała administracyjnie do województwa gorzowskiego.